# Membres du 4e Dáil
Cette liste présente les parlementaires élus au 4e Dáil Éireann la chambre basse de l'Oireachtas (parlement). Ces députés sont élus aux élections législatives de 1923 le 27 août 1923 et se sont réunis le 19 septembre 1923. Le 4e Dáil est dissous par le gouverneur général Tim Healy, à la demande du président du Conseil exécutif, William T. Cosgrave, le 23 mai 1927. Bien que le Cumann na nGaedheal ne soit pas majoritaire, il est en mesure de gouverner en raison de l'absence de républicains (Sinn Féin anti-traité) qui refusent d'être présents. Le 4e Dáil dure 1 382 jours.

## Composition du4eDáil
| Parti | Parti                 | Août 1923 | Juin 1927 |
| ----- | --------------------- | --------- | --------- |
| •     | Cumann na nGaedheal   | 63        | 60        |
|       | Républicains          | 44        | 47        |
|       | Labour Party          | 14        | 15        |
|       | Farmers' Party        | 15        | 15        |
|       | National League Party | 0         | 2         |
|       | Businessmen's Party   | 2         | 2         |
|       | Sans étiquette        | 15        | 12        |

Le parti au gouvernement est noté avec un point : (•)

### Représentation graphique
Il s’agit d’une comparaison graphique des forces des partis dans le 4e Dáil de septembre 1923.

- Notez que ce n'est pas le plan officiel. Les membres républicains n'ont pas pris leurs sièges.

## Membres
| Circonscription                | Nom                         | Parti | Parti               |
| ------------------------------ | --------------------------- | ----- | ------------------- |
| Carlow–Kilkenny                | William T. Cosgrave         |       | Cumann na nGaedheal |
| Carlow–Kilkenny                | Edward Doyle                |       | Parti travailliste  |
| Carlow–Kilkenny                | Seán Gibbons                |       | Cumann na nGaedheal |
| Carlow–Kilkenny                | Denis Gorey                 |       | Farmers' Party      |
| Carlow–Kilkenny                | Michael Skelly              |       | Republican          |
| Cavan                          | Patrick Baxter              |       | Farmers' Party      |
| Cavan                          | John James Cole             |       | Sans étiquette      |
| Cavan                          | Seán Milroy                 |       | Cumann na nGaedheal |
| Cavan                          | Paddy Smith                 |       | Republican          |
| Clare                          | Éamon de Valera             |       | Republican          |
| Clare                          | Conor Hogan                 |       | Farmers' Party      |
| Clare                          | Patrick Hogan               |       | Parti travailliste  |
| Clare                          | Eoin MacNeill               |       | Cumann na nGaedheal |
| Clare                          | Brian O'Higgins             |       | Republican          |
| Cork Borough                   | Richard Beamish             |       | Sans étiquette      |
| Cork Borough                   | Mary MacSwiney              |       | Republican          |
| Cork Borough                   | Alfred O'Rahilly            |       | Cumann na nGaedheal |
| Cork Borough                   | Andrew O'Shaughnessy        |       | Sans étiquette      |
| Cork Borough                   | James J. Walsh              |       | Cumann na nGaedheal |
| Cork East                      | John Daly                   |       | Sans étiquette      |
| Cork East                      | John Dinneen                |       | Farmers' Party      |
| Cork East                      | Michael Hennessy            |       | Cumann na nGaedheal |
| Cork East                      | David Kent                  |       | Republican          |
| Cork East                      | Thomas O'Mahony             |       | Cumann na nGaedheal |
| Cork North                     | Daniel Corkery              |       | Republican          |
| Cork North                     | Thomas Nagle                |       | Parti travailliste  |
| Cork North                     | Daniel Vaughan              |       | Farmers' Party      |
| Cork West                      | Seán Buckley                |       | Republican          |
| Cork West                      | Cornelius Connolly          |       | Cumann na nGaedheal |
| Cork West                      | Timothy J. Murphy           |       | Parti travailliste  |
| Cork West                      | Timothy O'Donovan           |       | Farmers' Party      |
| Cork West                      | John Prior                  |       | Cumann na nGaedheal |
| Donegal                        | Eugene Doherty              |       | Cumann na nGaedheal |
| Donegal                        | Patrick McGoldrick          |       | Cumann na nGaedheal |
| Donegal                        | Patrick McFadden            |       | Cumann na nGaedheal |
| Donegal                        | James Myles                 |       | Sans étiquette      |
| Donegal                        | Joseph O'Doherty            |       | Republican          |
| Donegal                        | Peadar O'Donnell            |       | Republican          |
| Donegal                        | Peter Ward                  |       | Cumann na nGaedheal |
| Donegal                        | John White                  |       | Farmers' Party      |
| Dublin County                  | Bryan Cooper                |       | Sans étiquette      |
| Dublin County                  | Michael Derham              |       | Cumann na nGaedheal |
| Dublin County                  | Darrell Figgis              |       | Sans étiquette      |
| Dublin County                  | Desmond FitzGerald          |       | Cumann na nGaedheal |
| Dublin County                  | John Good                   |       | Businessmen's Party |
| Dublin County                  | Thomas Johnson              |       | Parti travailliste  |
| Dublin County                  | Kathleen Lynn               |       | Republican          |
| Dublin County                  | Kevin O'Higgins             |       | Cumann na nGaedheal |
| Dublin North                   | Alfie Byrne                 |       | Sans étiquette      |
| Dublin North                   | Francis Cahill              |       | Cumann na nGaedheal |
| Dublin North                   | Margaret Collins-O'Driscoll |       | Cumann na nGaedheal |
| Dublin North                   | William Hewat               |       | Businessmen's Party |
| Dublin North                   | Seán McGarry                |       | Cumann na nGaedheal |
| Dublin North                   | Richard Mulcahy             |       | Cumann na nGaedheal |
| Dublin North                   | Seán T. O'Kelly             |       | Republican          |
| Dublin North                   | Ernest O'Malley             |       | Republican          |
| Dublin South                   | Philip Cosgrave             |       | Cumann na nGaedheal |
| Dublin South                   | Peadar Doyle                |       | Cumann na nGaedheal |
| Dublin South                   | Michael Hayes               |       | Cumann na nGaedheal |
| Dublin South                   | Myles Keogh                 |       | Sans étiquette      |
| Dublin South                   | Daniel McCarthy             |       | Cumann na nGaedheal |
| Dublin South                   | Constance Markievicz        |       | Republican          |
| Dublin South                   | Cathal Ó Murchadha          |       | Republican          |
| Dublin University              | Ernest Alton                |       | Sans étiquette      |
| Dublin University              | James Craig                 |       | Sans étiquette      |
| Dublin University              | William Thrift              |       | Sans étiquette      |
| Galway                         | Seán Broderick              |       | Cumann na nGaedheal |
| Galway                         | James Cosgrave              |       | Sans étiquette      |
| Galway                         | Frank Fahy                  |       | Republican          |
| Galway                         | Patrick Hogan               |       | Cumann na nGaedheal |
| Galway                         | Barney Mellows              |       | Republican          |
| Galway                         | George Nicolls              |       | Cumann na nGaedheal |
| Galway                         | Thomas J. O'Connell         |       | Parti travailliste  |
| Galway                         | Louis O'Dea                 |       | Republican          |
| Galway                         | Pádraic Ó Máille            |       | Cumann na nGaedheal |
| Kerry                          | Patrick Cahill              |       | Republican          |
| Kerry                          | James Crowley               |       | Cumann na nGaedheal |
| Kerry                          | Fionán Lynch                |       | Cumann na nGaedheal |
| Kerry                          | Tom McEllistrim             |       | Republican          |
| Kerry                          | Thomas O'Donoghue           |       | Republican          |
| Kerry                          | John O'Sullivan             |       | Cumann na nGaedheal |
| Kerry                          | Austin Stack                |       | Republican          |
| Kildare                        | Hugh Colohan                |       | Parti travailliste  |
| Kildare                        | John Conlan                 |       | Farmers' Party      |
| Kildare                        | George Wolfe                |       | Cumann na nGaedheal |
| Leitrim–Sligo                  | Thomas Carter               |       | Cumann na nGaedheal |
| Leitrim–Sligo                  | Frank Carty                 |       | Republican          |
| Leitrim–Sligo                  | James Dolan                 |       | Cumann na nGaedheal |
| Leitrim–Sligo                  | Seán Farrell                |       | Republican          |
| Leitrim–Sligo                  | John Hennigan               |       | Cumann na nGaedheal |
| Leitrim–Sligo                  | Alexander McCabe            |       | Cumann na nGaedheal |
| Leitrim–Sligo                  | Martin McGowan              |       | Republican          |
| Leix–Offaly                    | Laurence Brady              |       | Republican          |
| Leix–Offaly                    | Francis Bulfin              |       | Cumann na nGaedheal |
| Leix–Offaly                    | William Davin               |       | Parti travailliste  |
| Leix–Offaly                    | Patrick Egan                |       | Cumann na nGaedheal |
| Leix–Offaly                    | Seán McGuinness             |       | Republican          |
| Limerick                       | Seán Carroll                |       | Republican          |
| Limerick                       | Patrick Clancy              |       | Parti travailliste  |
| Limerick                       | James Colbert               |       | Republican          |
| Limerick                       | John Nolan                  |       | Cumann na nGaedheal |
| Limerick                       | Richard Hayes               |       | Cumann na nGaedheal |
| Limerick                       | Patrick Hogan               |       | Farmers' Party      |
| Limerick                       | James Ledden                |       | Cumann na nGaedheal |
| Longford–Westmeath             | Conor Byrne                 |       | Republican          |
| Longford–Westmeath             | James Killane               |       | Republican          |
| Longford–Westmeath             | John Lyons                  |       | Sans étiquette      |
| Longford–Westmeath             | Patrick McKenna             |       | Farmers' Party      |
| Longford–Westmeath             | Patrick Shaw                |       | Cumann na nGaedheal |
| Louth                          | Frank Aiken                 |       | Republican          |
| Louth                          | Peter Hughes                |       | Cumann na nGaedheal |
| Louth                          | James Murphy                |       | Cumann na nGaedheal |
| Mayo North                     | Henry Coyle                 |       | Cumann na nGaedheal |
| Mayo North                     | John Crowley                |       | Republican          |
| Mayo North                     | Joseph McGrath              |       | Cumann na nGaedheal |
| Mayo North                     | P. J. Ruttledge             |       | Republican          |
| Mayo South                     | Michael Kilroy              |       | Republican          |
| Mayo South                     | Joseph MacBride             |       | Cumann na nGaedheal |
| Mayo South                     | Tom Maguire                 |       | Republican          |
| Mayo South                     | Martin Nally                |       | Cumann na nGaedheal |
| Mayo South                     | William Sears               |       | Cumann na nGaedheal |
| Meath                          | Eamonn Duggan               |       | Cumann na nGaedheal |
| Meath                          | David Hall                  |       | Parti travailliste  |
| Meath                          | Patrick Mulvany             |       | Farmers' Party      |
| Monaghan                       | Ernest Blythe               |       | Cumann na nGaedheal |
| Monaghan                       | Patrick Duffy               |       | Cumann na nGaedheal |
| Monaghan                       | Patrick McCarvill           |       | Republican          |
| National University of Ireland | Michael Hayes               |       | Cumann na nGaedheal |
| National University of Ireland | Eoin MacNeill               |       | Cumann na nGaedheal |
| National University of Ireland | William Magennis            |       | Cumann na nGaedheal |
| Roscommon                      | Gerald Boland               |       | Republican          |
| Roscommon                      | Henry Finlay                |       | Cumann na nGaedheal |
| Roscommon                      | Andrew Lavin                |       | Cumann na nGaedheal |
| Roscommon                      | Count Plunkett              |       | Republican          |
| Tipperary                      | Dan Breen                   |       | Republican          |
| Tipperary                      | Séamus Burke                |       | Cumann na nGaedheal |
| Tipperary                      | Louis Dalton                |       | Cumann na nGaedheal |
| Tipperary                      | Michael Heffernan           |       | Farmers' Party      |
| Tipperary                      | Seán McCurtin               |       | Cumann na nGaedheal |
| Tipperary                      | Daniel Morrissey            |       | Parti travailliste  |
| Tipperary                      | Patrick Ryan                |       | Republican          |
| Waterford                      | Caitlín Brugha              |       | Republican          |
| Waterford                      | John Butler                 |       | Parti travailliste  |
| Waterford                      | William Redmond             |       | Sans étiquette      |
| Waterford                      | Nicholas Wall               |       | Farmers' Party      |
| Wexford                        | Richard Corish              |       | Parti travailliste  |
| Wexford                        | Michael Doyle               |       | Farmers' Party      |
| Wexford                        | Osmond Esmonde              |       | Cumann na nGaedheal |
| Wexford                        | Robert Lambert              |       | Republican          |
| Wexford                        | James Ryan                  |       | Republican          |
| Wicklow                        | Christopher Byrne           |       | Cumann na nGaedheal |
| Wicklow                        | James Everett               |       | Parti travailliste  |
| Wicklow                        | Richard Wilson              |       | Farmers' Party      |